# Danao (Cebu)
Danao è una Città componente delle Filippine, situata nella Provincia di Cebu, nella Regione del Visayas Centrale.
La città fa parte dell'area metropolitana di Cebu.

## Geografia antropica

### Suddivisioni amministrative
Danao è formata da 42 baranggay:
- Baliang
- Bayabas
- Binaliw
- Cabungahan
- Cagat-Lamac
- Cahumayan
- Cambanay
- Cambubho
- Cogon-Cruz
- Danasan
- Dungga
- Dunggoan
- Guinacot
- Guinsay
- Ibo
- Langosig
- Lawaan
- Licos
- Looc
- Magtagobtob
- Malapoc

- Manlayag
- Mantija
- Masaba
- Maslog
- Nangka
- Oguis
- Pili
- Poblacion
- Quisol
- Sabang
- Sacsac
- Sandayong Norte
- Sandayong Sur
- Santa Rosa
- Santican
- Sibacan
- Suba
- Taboc
- Taytay
- Togonon
- Tuburan Sur